# Coalition Warrior Interoperability Demonstration
Le Coalition Warrior Interoperability Demonstration (CWID) est un exercice d'interopérabilité des armées pour étudier et évaluer de nouvelles technologies de communication  dans le cadre du command and control, communications, computer and intelligence et apporter des solutions industrielles aux problèmes rencontrés par les systèmes utilisés. 
Créé en 1994 à l'initiative du chef d'état-major des armées des États-Unis sous le nom de Joint Warrior Interoperability Demonstration, il est renommé en  2004 Coalition Warrior Interoperability Demonstration.
Les participants sont plusieurs institutions nationales militaires ou gouvernementales des États-Unis, des États membres de la Combined Communications Electronics Board (en) (CCEB) (l'Australie, le Canada, la Nouvelle-Zélande, le Royaume-Uni), l'OTAN, d'autres pays alliés ainsi que des sociétés privées.
Le programme identifie les lacunes auprès des unités de combat et prend en charge l'acquisition accélérée et délibéréede technologies sélectionnées pour les résoudre. 
Chaque année durant les mois de mai et/ou juin, la CWID teste le système dans le monde entier grâce à un réseau global temporaire sur lequel des techniques de pointe de communication interagissent dans le cadre d'une opération simulé sur la base d'un scénario pré-écrit. 
Le United States Joint Forces Command en tant que « laboratoire d’idées » de l'armée américaine y participe jusqu’à sa dissolution en 2011.
Le JWID de l’OTAN participant à cet exercice était situé au grand quartier général des puissances alliées en Europe à Mons en Belgique jusqu'en 2003, il a déménagé en 2004 au Camp Jørstadmoen de Lillehammer, Norvège.
Dès le début des années 2000, la France participe à cet exercice avec le Système d'information et de commandement des armées (SICA).
En juin 2008, la France y a participé avec le Système d'information pour le commandement des forces (SICF) et MAESTRO. Les Français ont effectué des tests dans trois formats : MIP, ADatP-3 et NFFI.